# Ketitang Kidul
Ketitang Kidul is een bestuurslaag in het regentschap Pekalongan van de provincie Midden-Java, Indonesië. Ketitang Kidul telt 2516 inwoners (volkstelling 2010).